# Bukig ärtmussla
Bukig ärtmussla (Pisidium globulare) är en musselart som först beskrevs av Clessin 1873.  Bukig ärtmussla ingår i släktet Pisidium, och familjen ärtmusslor. Arten är reproducerande i Sverige.